# Daglas Koraca
Daglas Koraca (Kopar, 8. veljače 1978.) hrvatski ekonomist, trenutni je dekan Istarskog veleučilišta u Puli. Obnašao je funkciju zamjenika ministra turizma Republike Hrvatske od 2014. do 2016. godine.

## Biografija
Daglas Koraca je doktorirao menadžment na Ekonomskom fakultetu, Sveučilišta J.J. Strossmayer u Osijeku uz temu doktorske disertacije: Utjecaj informacijskih i komunikacijskih tehnologija na arhitekturu organizacije. Na istoimenom fakultetu specijalizirao je menadžment i organizaciju, a na Ekonomskom fakultetu Sveučilišta u Rijeci diplomirao je na studiju menadžmenta. Koraca je doktor znanosti iz područja društvenih znanosti, polja ekonomija te profesor na kolegijima u području menadžmenta, financijskog menadžmenta, organizacije i društveno odgovornog poslovanja.

## Znanstvena karijera
Pokretač je i glavni urednik međunarodnog znanstvenog časopisa „Zbornik Istarskog veleučilišta“, u izdanju Istarskog veleučilišta te član organizacijskog odbora i programskog odbora međunarodne znanstveno – stručne konferencije Razvoj javne uprave. Autor je niza znanstvenih radova iz polja ekonomskih te informacijsko komunikacijskih znanosti, objavljivanih u domaćim i međunarodnim znanstvenim časopisima te zbornicima međunarodnih znanstvenih konferencija. Istraživački interesi vezani su mu uz područja menadžmenta, financija te informacijskih i komunikacijskih tehnologija. Član je Zbora veleučilišta Republike Hrvatske i zagovornik stručnih studija u sustavu visokog obrazovanja, a posebno se zalaže za integraciju prakse u sustav visokog obrazovanja te povezivanja visokoobrazovnih institucija s gospodarstvenim subjektima u domeni prilagodbe sadržaja studijskih programa i provedbe istraživačko razvojnih projekata. 

## Profesionalna karijera
Profesionalnu karijeru je započeo u poduzeću 6. Maj iz Umaga, u kojem je deset godina obavljao poslove financijskog direktora. Vlada Republike Hrvatske ga 2014. godine imenuje zamjenikom ministra turizma Republike Hrvatske te od iste godine obnaša funkcije predsjednika međuministarskog vijeća Republike Hrvatske za provedbu strategija, predsjednika povjerenstva za dodjele bespovratnih sredstava Ministarstva turizma Republike Hrvatske i Hrvatske turističke zajednice, člana savjeta Vlade Republike Hrvatske za Hrvate izvan Republike Hrvatske, člana povjerenstva Vlade Republike Hrvatske za internacionalizaciju Hrvatskog gospodarstva, člana radne skupine Vlade Republike Hrvatske za poslovnu klimu i privatne investicije i člana Upravnog vijeća Centra za restrukturiranje i prodaju Republike Hrvatske. Od 2016. godine predaje kolegije u području organizacije na Fakultetu informatike Sveučilišta Jurja Dobrile u Puli kao vanjski predavač, a 2018. godine postaje ravnatelj znanstvenog Centra za istraživanje materijala Metris. Od 2020. godine obavlja funkciju dekana Istarskog veleučilišta u Puli, gdje ujedno i predaje kolegije u području menadžmenta, financija, organizacije i društveno odgovornog poslovanja.